# Eggert Ólafsson

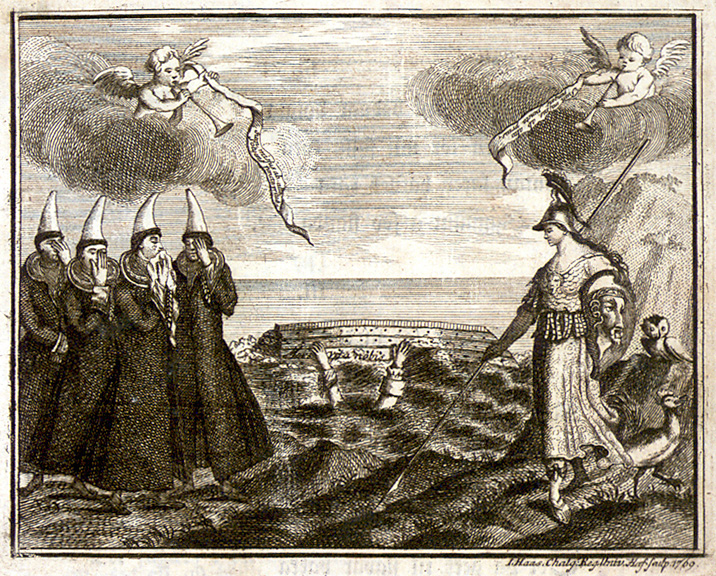
Der Tod von Eggert Ólafsson, Kupferstich von I. Haas, veröffentlicht im Jahr 1769 in Ólafur Ólafssons Drauma diktur um søknud og sorglegan missir þess Havitra, Gøfuga og Goda Manns Herra Eggerts Olafssonar, Vice-Løgmanns sunnan og austan a Islande a samt Hans dygdum pryddar Konu Frur Ingibjargar Gudmunds Dottur

Eggert Ólafsson, auch Eggert (Ó)Olafsen (* 1. Dezember 1726 auf der Halbinsel Snæfellsnes, Island, Dänemark-Norwegen; † 30. Mai 1768) war ein isländischer Dichter, Naturforscher, Philologe, Archäologe, Ökonom und Historiker. Er war einer der ersten isländischen Vertreter der europäischen Aufklärung.

## Biografie
Eggert Ólafsson, der einer alten Bauernfamilie entstammte, ging 1746 nach Dänemark und studierte an der Universität Kopenhagen Naturwissenschaften und Philosophie. 1750 kehrte er gemeinsam mit seinem Kommilitonen Bjarni Pálsson nach Island zurück, wo beide isländische Bücher und Naturgegenstände sammelten. Beide bestiegen als erste den knapp 1500 m hohen Vulkan Hekla, der als Tor zur Hölle galt, und unternahmen zwischen 1752 und 1757 ausgedehnte Reisen durch Island, auf denen sie, finanziell von der Dänischen Krone unterstützt, im Auftrag der Königlich Dänischen Akademie der Wissenschaften Forschungen über die physische Geografie und die Mineralvorkommen Islands anstellten.
Ihre Eindrücke und Erfahrungen beschrieben sie in dem einflussreichen Werk Reise igiennem Island („Reise durch Island“), einer umfassenden Darstellung des Landes und seiner Bevölkerung, an dem vor allem Eggert Ólafsson Anteil hat. Das 1766 fertiggestellte Buch wurde aber erst nach Eggert Ólafssons Tod, im Jahre 1772, auf öffentliche Kosten herausgegeben. Es erschien zunächst auf Dänisch, wurde aber bald darauf auch ins Deutsche, Französische und Englische übersetzt. Auf Isländisch erschien es erst im Jahre 1943.
Ab 1760 lebte Eggert Ólafsson zusammen mit seinem Schwager, dem Bauern Björn Halldórsson bei Sauðlauksdalur in der Nähe von Patreksfjörður; Eggert Ólafssons wichtigstes dichterisches Werk Búnaðarbálkur („Zyklus vom Landleben“), in welchem er in 160 Strophen ein idealisierendes Porträt eines Bauern entwirft, ist von seiner Bewunderung der modernen Hofwirtschaft des Schwagers inspiriert.
Im Sommer 1767 war der französische Seefahrer Kerguelen längere Zeit in Patreksfjörður zu Gast. In langen Gesprächen mit Eggert Ólafsson gewann er Einsichten in die isländische Natur und Kultur, die er später in seinem Reisebericht veröffentlichte. Im Herbst 1767 heiratete Eggert Ólafsson in einer aufwändigen, sich auf alte isländische Traditionen berufenden Zeremonie seine Cousine Ingibjörg Guðmundsdóttir, mit der er im Frühling des Jahres 1768 einen eigenen Hof bei Hofsstaðir bezog.
Am 30. Mai 1768 segelten beide von Skor, einer Anlegestelle im Norden des Breiðafjörður, in zwei überfrachteten Booten los und ertranken, vermutlich, nachdem sie in schlechtes Wetter geraten waren.

## Bedeutung und Würdigungen
Eggert Ólafssons Werk erreichte bei seinen Landsleuten eine starke emotionale Wirkung; sein Tod löste eine große Anteilnahme in der isländischen Bevölkerung aus, zahlreiche Klagelieder und Werke, die an sein Schicksal erinnerten, wurden verfasst. Zu den wichtigsten gehört Jónas Hallgrímssons 1847 veröffentlichtes Lied Hulduljóð („Das Lied von der Hulda“). Jónas bezeichnet Eggert Ólafsson als den bedeutendsten Mann, den Island in den letzten Jahrhunderten hervorgebracht habe und idealisiert ihn in Hulduljóð zur Vaterfigur, was in der Folge bei jungen isländischen Patrioten Anklang fand.
Der Dichter und Schöpfer der isländischen Nationalhymne, Matthías Jochumsson, schrieb ein Gedicht, das den Namen Eggert Ólafsson trägt.
Zu Ehren Eggert Ólafssons und seiner Frau Ingibjörg Guðmundsdóttir wurde 1998 bei Ingjaldshóll, im Norden der Halbinsel Snæfellsnes, ein Denkmal des Künstlers Páll Guðmundsson errichtet.

## Werke (Auswahl)
- Reise igiennem Island („Reise durch Island“, 1772, Digitalisat)
- Búnaðarbálkur („Zyklus vom Landleben“)
- Ofsjónir (Gedicht, 1752; darin wird das erste Mal eine Bergfrau beschrieben)